# Božinjevac
Božinjevac (cyr. Божињевац) – wieś w Serbii, w okręgu pczyńskim, w gminie Bujanovac. W 2002 roku liczyła 376 mieszkańców.